# Şarköy
Şarköy là một huyện thuộc tỉnh Tekirdağ, Thổ Nhĩ Kỳ. Huyện có diện tích 555 km² và dân số thời điểm năm 2007 là 29395 người, mật độ 53 người/km².